# María Barcelona Guerra
María Barcelona Guerra, (Brea de Aragón, España, 7 de noviembre de 2001) es una jugadora española de fútbol sala. Juega de ala-cierre y su equipo actual es el Rayo Majadahonda FSF/Afar4 de la Primera División de fútbol sala femenino de España.

## Trayectoria
Comenzó a jugar en categorías inferiores del Intersala Promises, club con el que debutó en la segunda división en noviembre de 2016. En la temporada 2018-19 fichó por el Roldán FSF permaneciendo solo una temporada, al año siguiente ficha por el CD Leganés FS.
Ha jugado con la selección de Aragón, pasando por todas las categorías, también ha jugado con el equipo de la Universidad Rey Juan Carlos I, donde se proclamó campeona de España universitaria en el año 2021 y campeona Europea universitaria en 2022 en Polonia y en 2023 en Croacia. Ha sido elegida mejor jugadora juvenil y cadete de Aragón.

## Estadísticas
Clubes
 Actualizado al último partido jugado el 6 de junio de 2023.
| Club | Div.          | Temporada     | Liga  | Liga  | Liga       | Liga      | Copas nacionales(1) | Copas nacionales(1) | Copas nacionales(1) | Copas nacionales(1) | Torneos internacionales(2) | Torneos internacionales(2) | Torneos internacionales(2) | Torneos internacionales(2) | Total(3) | Total(3) | Total(3)   | Total(3)  |
| Club | Div.          | Temporada     | Part. | Goles | Amonestado | Expulsado | Part.               | Goles               | Amonestado          | Expulsado           | Part.                      | Goles                      | Amonestado                 | Expulsado                  | Part.    | Goles    | Amonestado | Expulsado |
| --- | ------------- | ------------- | ----- | ----- | ---------- | --------- | ------------------- | ------------------- | ------------------- | ------------------- | -------------------------- | -------------------------- | -------------------------- | -------------------------- | -------- | -------- | ---------- | --------- |
| Intersala Promises · España |               |               |       |       |            |           |                     |                     |                     |                     |                            |                            |                            |                            |          |          |            |           |
| 2.ª |               |               |       |       |            |           |                     |                     |                     |                     |                            |                            |                            |                            |          |          |            |           |
| |               | -             | -     | -     | -          | -         | -                   | -                   | -                   | -                   | -                          | -                          |                            | -                          | -        | -        |            |           |
| Total club | Total club    | -             | -     | -     | -          | -         | -                   | -                   | -                   | -                   | -                          | -                          | -                          | -                          | -        | -        | -          |           |
| Roldán FSF · España |               |               |       |       |            |           |                     |                     |                     |                     |                            |                            |                            |                            |          |          |            |           |
| 1.ª |               |               |       |       |            |           |                     |                     |                     |                     |                            |                            |                            |                            |          |          |            |           |
| 2019-20 | 20            | 1             | 2     | 0     | 2          | 1         | 0                   | 0                   | -                   | -                   | -                          | -                          | 22                         | 2                          | 2        | 0        |            |           |
| Total club | Total club    | 20            | 1     | 2     | 0          | 2         | 1                   | 0                   | 0                   | -                   | -                          | -                          | -                          | 22                         | 2        | 2        | 0          |           |
| CD Leganés FS · España |               |               |       |       |            |           |                     |                     |                     |                     |                            |                            |                            |                            |          |          |            |           |
| 1.ª |               |               |       |       |            |           |                     |                     |                     |                     |                            |                            |                            |                            |          |          |            |           |
| 2020-21 | 23            | 8             | 2     | 0     | 2          | 0         | 0                   | 0                   | -                   | -                   | -                          | -                          | 25                         | 8                          | 2        | 0        |            |           |
| 2021-22 | 28            | 4             | 1     | 0     | 2          | 1         | 0                   | 0                   | -                   | -                   | -                          | -                          | 30                         | 5                          | 1        | 0        |            |           |
| 2022-23 | 27            | 5             | 7     | 1     | 1          | 1         | 0                   | 0                   | -                   | -                   | -                          | -                          | 28                         | 6                          | 7        | 1        |            |           |
| Total club | Total club    | 78            | 17    | 10    | 1          | 5         | 2                   | 0                   | 0                   | -                   | -                          | -                          | -                          | 83                         | 19       | 10       | 1          |           |
| Total carrera | Total carrera | Total carrera | 98    | 18    | 12         | 1         | 7                   | 3                   | 0                   | 0                   | -                          | -                          | -                          | -                          | 105      | 21       | 12         | 1         |
| (1) Incluye datos de Copa de España / Supercopa de España. (2) Incluye datos de Campeonato de Europa de Clubes. (3) No incluye datos de partidos amistosos. |               |               |       |       |            |           |                     |                     |                     |                     |                            |                            |                            |                            |          |          |            |           |

## Palmarés y distinciones
- Campeona de España universitaria: 1

2021.
- Campeona de Europa universitaria: 2

2022, 2023.
- Copa de Aragón: 1

2016-17.
- Elegida mejor jugadora juvenil de Aragón dos veces
- Elegida mejor jugadora cadete de Aragón una vez